# Maskerkanarie
De maskerkanarie (Crithagra capistrata; synoniem: Serinus capistratus) is een zangvogel uit de familie Fringillidae (vinkachtigen).

## Verspreiding en leefgebied
Deze soort telt 2 ondersoorten:
- C. c. capistrata: van Gabon en Congo-Brazzaville tot oostelijk Congo-Kinshasa en Burundi, noordelijk Angola, zuidelijk Congo-Kinshasa en noordelijk Zambia.
- C. c. hildegardae: centraal Angola.